# Rosa didoensis
Rosa didoensis — вид рослин з родини розових (Rosaceae); ендемік Дагестану.

## Поширення
Ендемік Дагестану.